# Candace Kita
Candace Kita (Los Angeles, 24 settembre 1967) è una modella e attrice statunitense.

## Biografia
Nata a Los Angeles, ha vissuto in Belgio e in Inghilterra, prima di trasferirsi insieme ai genitori in Texas. Si laureò quindi all'Austin College, indirizzo filosofia e religione.
Debuttò come attrice nel 1991, con il film horror Stealth Hunters. Dal 1995 al 1996 interpretò il ruolo di Barbara Stewart in quaranta episodi della serie televisiva di fantascienza Masked Rider - Il cavaliere mascherato, quindi nel 1996 recitò insieme a Pamela Anderson nel film d'azione Barb Wire. Successivamente apparve in serie televisive quali Pepper Dennis, Ugly Betty, Due uomini e mezzo e La vita secondo Jim.
Come modella è rappresentata dalla Wilhelmina Models ed è apparsa in molti spot pubblicitari per la Hyundai, Bacardi, IBM e Coca-Cola. Inoltre è stata diretta dal regista afroamericano Antoine Fuqua in tre spot per la Sprite, accanto ai rapper Eve e Millie Jackson.
È inoltre una flautista e in questa veste ha suonato con la Palm Beach Atlantic Symphony Orchestra ed è apparsa sulla copertina del CD del gruppo musicale Brave Combo. Dall'ottobre 2008 conduce un programma radiofonico intitolato Hottie Help with Candace Kita, in onda ogni domenica su LA Talk Radio.
Ha fondato la Hotties With a Heart Foundation, un'organizzazione composta da modelle e attrici che compie atti di beneficenza a Los Angeles.

## Filmografia

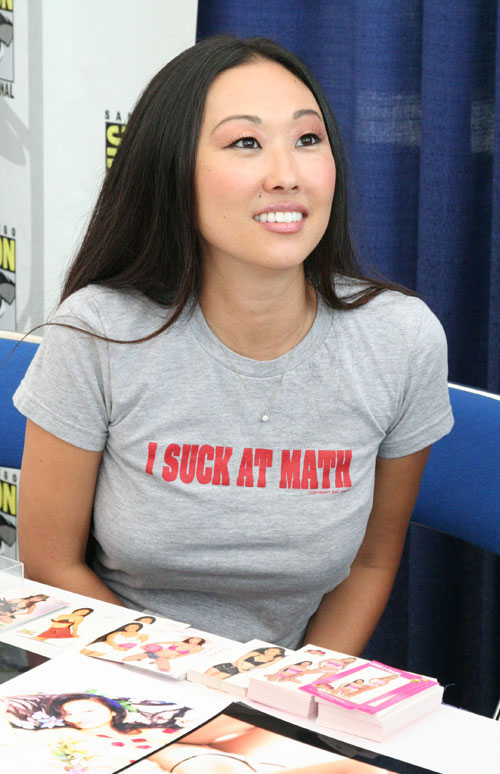
Candace Kita nel 2008

### Cinema
- Stealth Hunters di Matt Trotter (1991)
- Smooth Operator di Kelley Cauthen (1995)
- Il tocco del diavolo (Wild Side) di Donald Cammell (1995)
- Barb Wire di David Hogan (1996)
- Rennie's Landing di Marc Fusco (2001)
- Little Heroes 3 di Henri Charr (2002)
- Pax Importi Modellus: The Rise of the Import Model (cortometraggio) di Lo Ming (2004)
- Bad News Bears - Che botte se incontri gli Orsi (Bad News Bears) di Richard Linklater (2005)
- Faith Happens di Rick Garside (2006)
- Io vi dichiaro marito e... marito (I Now Pronounce You Chuck & Larry) di Dennis Dugan (2007)
- Falling di Richard Dutcher (2008)
- Natale a Beverly Hills di Neri Parenti (2009)

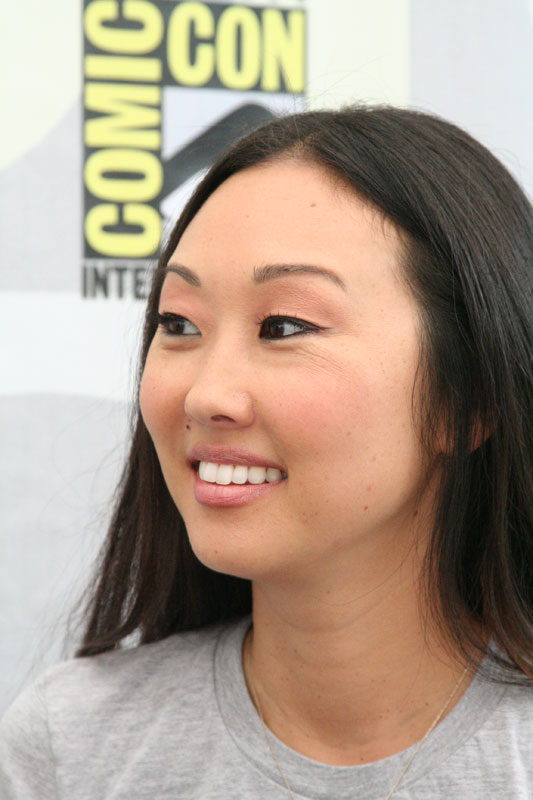
Un primo piano dell'attrice

### Televisione
- La signora in giallo (Murder, She Wrote) (serie TV, 1 episodio) (1995)
- The Wayans Bros. (serie TV, 1 episodio) (1996)
- Masked Rider - Il cavaliere mascherato (Masked Rider) (serie TV, 40 episodi) (1995-1996)
- Miriam Teitelbaum: Homicide (film TV) (2000)
- Wall to Wall Records (film TV) di Joshua Brand (2000)
- Even Stevens (serie TV, 1 episodio) (2001)
- Felicity (serie TV, 1 episodio) (2001)
- V.I.P. (serie TV, 1 episodio) (2002)
- Son of the Beach (serie TV, 4 episodi) (2001-2002)
- Dance Fever (serie TV, 1 episodio) (2003)
- Girlfriends (serie TV, 1 episodio) (2003)
- Beck and Call (film TV) di Craig Zisk (2004)
- The Deerings (film TV) di Shawn Levy (2004)
- Method & Red (serie TV, 1 episodio) (2004)
- Give Me Five (Quintuplets) (serie TV, 1 episodio) (2004)
- Complete Savages (serie TV, 3 episodi) (2004-2005)
- Due uomini e mezzo (Two and a Half Men) (serie TV, 1 episodio) (2005)
- Pepper Dennis (serie TV, 1 episodio) (2006)
- Smith (serie TV, 1 episodio) (2006)
- Ugly Betty (serie TV, 1 episodio) (2007)
- La vita secondo Jim (According to Jim) (serie Tv, 1 episodio) (2008)